# Befanata
La Befanata è la canzone della Befana, cantata in Toscana da gruppi di fanciulli o di adulti, che, accompagnati di solito da strumenti musicali, vanno di porta in porta la sera del 5 gennaio, per propiziarsi la Befana e sollecitare le strenne.

## Origini del brano e tradizioni
La tradizione è molto viva soprattutto nella zona del Monte Amiata, in Lucchesia e nella Montagna Pistoiese, ma è attestata anche fuori della Toscana, ad esempio a Latera (VT) dove la tradizione della Befana è ben radicata da anni. La befanata laterese è composta dal Befano, dalla Befana e dal conte di Buon'Umor, una sorta di banditore che in fase di questua passando per le case del paese legge la seguente formula: "La Befana ed il suo gentil consorte con il conte di Buon'Umor chiedono di essere ospitati nella vostra gentile dimora e di essere trattati con amore come con amore chiedono...". La famiglia così "visitata" pone nella cesta dei questuanti beni alimentari o anche denaro. La befanata laterese è particolare in quanto eseguita da un gruppo musicale tipo banda che accompagna la Befana per le vie del paese.
Valentano e Faleria.
In alcuni paesi di Romagna, Marche, Umbria e Lazio la stessa tradizione è comunemente chiamata Pasquella.
Corrisponde, negli altri paesi europei e soprattutto in quelli scandinavi, ai canti delle strenne.